# La Celle-sous-Montmirail
La Celle-sous-Montmirail là một xã ở tỉnh Aisne, vùng Hauts-de-France thuộc miền bắc nước Pháp.